# Велика Мількова
Велика Мі́лькова (рос. Большая Милькова) — присілок у складі Ірбітського міського округу Свердловської області.
Населення — 40 осіб (2010, 54 у 2002).
Національний склад населення станом на 2002 рік: росіяни — 63 %, українці — 28 %.